# Gaudenzio Ferrari

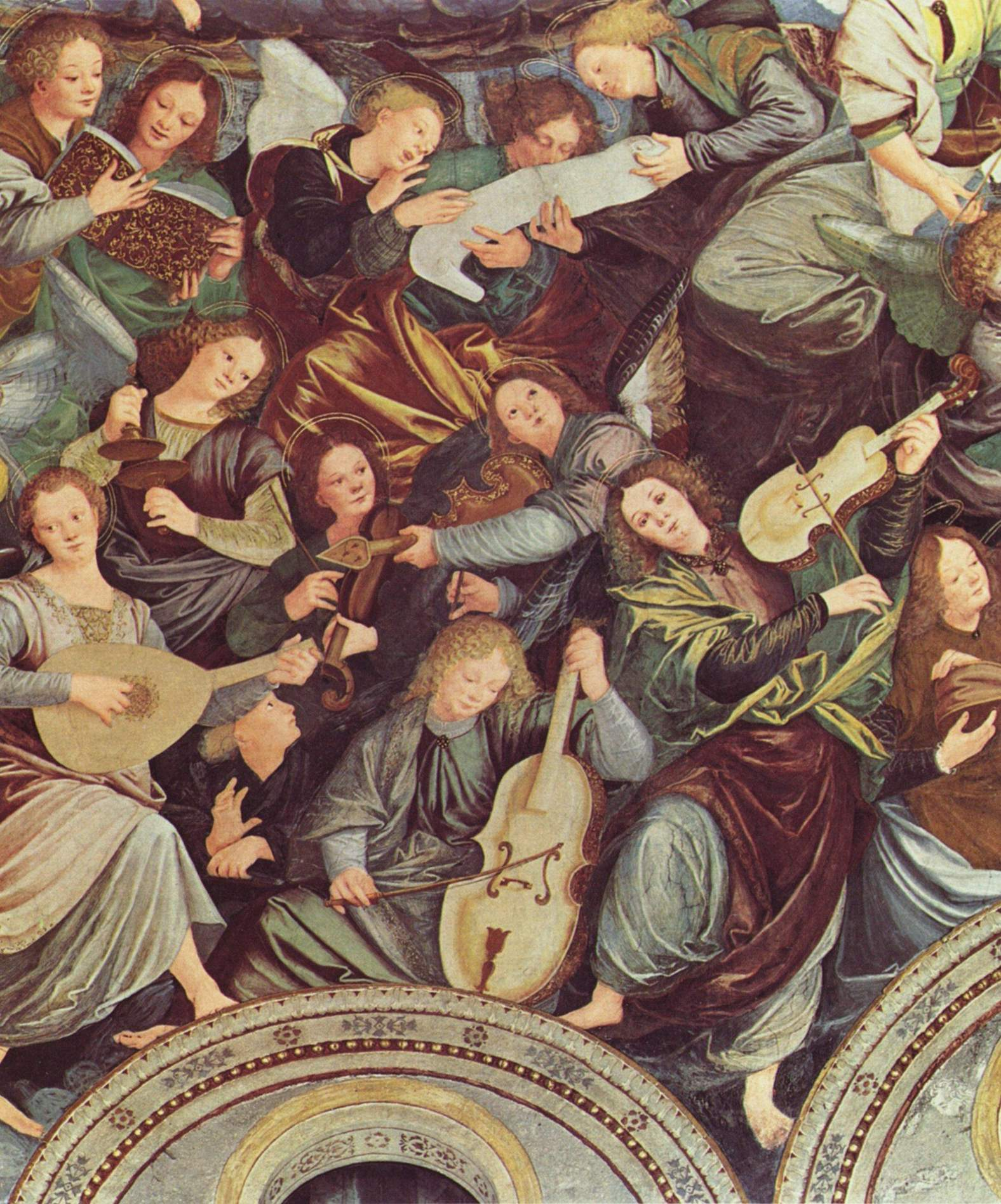
Musizierende Engel (um 1530–1540)

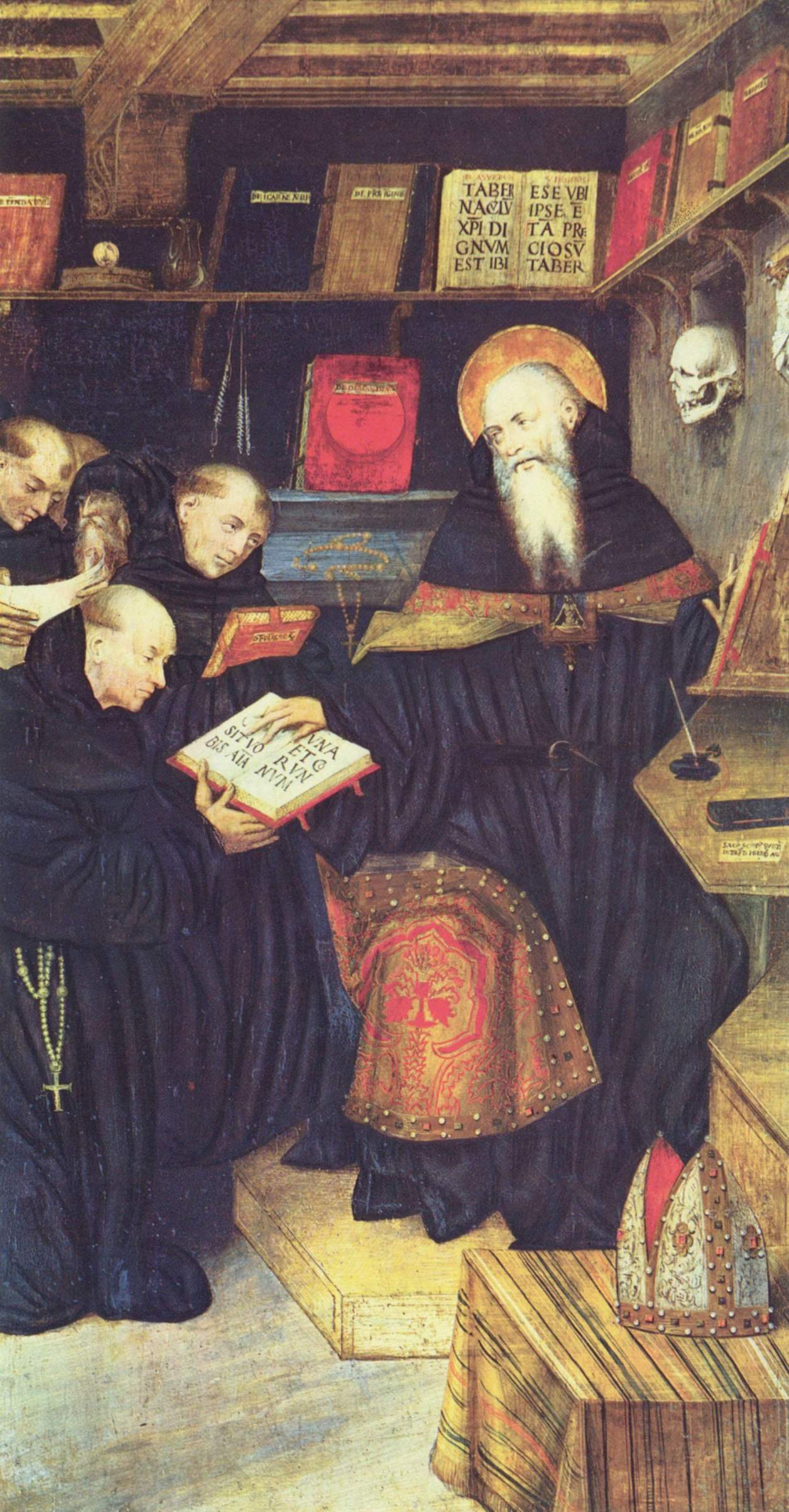
Der heilige Augustin und die Einsiedler (um 1530–1540)

Gaudenzio Ferrari (* um 1477/1478 in Valduggia, Sesiatal (Piemont); † 31. Januar 1546 in Mailand) war ein italienischer Maler, Zeichner und Bildhauer, genannt auch Gaudenzio Milanese, Gaudenzio, der Mailänder.

## Leben
Als Geburtsjahr wird je nach Quelle um 1475, um 1481 oder 1484 angegeben. Als mögliche Sterbejahre werden 1546, 1547 oder 1549 geführt. Er entstammte einer Künstlerfamilie, zu der auch der etwas ältere Eusebio und der jüngere Defendente Ferrari zählten.
Sein erster Lehrer soll Gerolamo  Giovenone in Vercelli gewesen sein. Er war sodann Schüler von Stefano Scotto und Leonardo da Vinci in Mailand. Bernardino Luini war je nach Quellenlage sein Studienkollege oder sein Lehrer. Der Treccani ortet als frühen prägenden Einfluss die Werke des Bramantino, später des Perugino, von Leonardo und Correggio. Er arbeitete 1515–1518 in Novara, 1521 in Vercelli, bis 1524 in Varallo Sesia und von da ab bis zu seinem Lebensende in Mailand.
Während seine früheren Werke noch an die ältere Schule erinnern, zeigt sich in seinen späteren das Studium Leonardos; dabei macht sich immer ein energischer Naturalismus geltend. Seine Farbe ist sehr kräftig, obwohl häufig bunt, seine Komposition meist überladen oder doch unharmonisch.
Er fertigte auch Karikaturen, einige Beispiele finden sich in der Sammlung der Pinacoteca Albertina von Turin.
Zu seinen Schülern zählten laut Thieme/Becker Giovan Battista della Cerva, Giuseppe Giovenone, Bernardino Lanino und Fermo Stella.

### Zitat von Vasari
„Ein Zeitgenosse dieses Mannes war Gaudenzio Milanese, ein hervorragender, praktischer und zügiger Maler, der viele Fresken für Mailand malte, insbesondere ein sehr schönes „Letztes Abendmahl“ für die Passionsbrüder, das bei seinem Tod unvollendet blieb. Er arbeitete auch hervorragend mit Öl, und in Vercelli und Varallo befinden sich viele seiner Werke, die von ihren Besitzern sehr geschätzt werden.“

## Werke
- Tafelbild der Kreuztragung auf dem Hochaltar von SS. Pietà in Cannobio am Lago Maggiore
- Tafelwerk in San Gaudenzio zu Novara (1514–15)
- Tafelwerk in Busto Arsizio bei Mailand
- Abendmahl, erstellt im Refektorium von San Paolo in Vercelli (Einfluss von Leonardo da Vinci erkennbar)
- Engelsglorie auf der Kuppel der Wallfahrtskirche Beata Vergine dei Miracoli zu Saronno
- Porträt der Cecilia Benci
- Pietà, Trauer um den toten Christus, Museum der Bildenden Künste, Budapest

Zahlreiche bedeutende Werke von Ferrari befinden sich in Varallo im Piemont. Die frühesten in den Kirchen Santa Maria in Loreto und San Marco verraten noch die alte lombardische Schule. Bedeutender sind die Fresken in der Franziskanerkirche Santa Maria delle Grazie, die unter anderem auf der Wand über dem Chor die Passion, in der Kapelle links unter dieser Chorwand die Darstellung im Tempel und Christus unter den Schriftgelehrten darstellen. Vieles von Ferrari befindet sich auch in den 40 Kapellen des Sacro Monte in Varallo. Außerhalb Italiens sind seine Werke sehr selten zu sehen; in Paris befindet sich ein heiliger Paulus, in Berlin eine Verkündigung Mariä.